# Fukuyama masaharu acoustic live best selection "Live Fukuyamania"
『fukuyama masaharu acoustic live best selection "Live Fukuyamania"』（フクヤマ・マサハル・アコースティック・ライブ・ベスト・セレクション "ライブ・フクヤマニア"）は、福山雅治のライブアルバム。2001年6月27日にBMGファンハウスから発売。

## 解説
1998年の『「SING A SONG」発表コンベンション』から2001年当時の最新ライブ『Fukuyama MASAHARU 玉子的大決起集会 “まだまだイクやろ!!!”東京ドーム』までの中からライブでアコースティック・アレンジした楽曲を収録したアルバム。
BONUS DISCはEnhanced CD仕様となっており、「桜坂」のライブ映像が視聴可能になっている。

## 収録曲
1. 愛は風のように
1998年6月12日に青山スパイラルホールで行われた『「SING A SONG」発表コンベンション』からのライブ音源。このライブは、久しぶりのアルバム発売で「何か今までにない形で新作をお披露目できないだろうか･･･」ということで、マスコミ・ディーラーなど関係者約400名を集めて行われた[2]。
2. you
『「SING A SONG」発表コンベンション』からのライブ音源。
3. Good Job
『「SING A SONG」発表コンベンション』からのライブ音源。
4. Calling
1998年11月26日に東京国際フォーラム ホールAで行われた『WE'RE BROS. TOUR '98 "LIKE A HURRICANE"』最終公演からのライブ音源。
5. 巻き戻した夏
『WE'RE BROS. TOUR '98 "LIKE A HURRICANE"』最終公演からのライブ音源。
6. Moon
『WE'RE BROS. TOUR '98 "LIKE A HURRICANE"』最終公演からのライブ音源。
福山は、「オリジナルよりも数段いい」としている[2]。
7. 遠い旅
『WE'RE BROS. TOUR '98 "LIKE A HURRICANE"』最終公演からのライブ音源。
8. Peach!!
1998年12月31日に横浜アリーナで行われた『5%還元イベント 福山☆冬の大感謝祭 アコギで晦日・アコギで大晦日!』からのライブ音源。年末恒例のライブイベントはこの時が初開催。
9. IT'S ONLY LOVE
『5%還元イベント 福山☆冬の大感謝祭 アコギで晦日・アコギで大晦日!』からのライブ音源。
10. Heart
『5%還元イベント 福山☆冬の大感謝祭 アコギで晦日・アコギで大晦日!』からのライブ音源。
11. Good night
『5%還元イベント 福山☆冬の大感謝祭 アコギで晦日・アコギで大晦日!』からのライブ音源。
12. Dear
『5%還元イベント 福山☆冬の大感謝祭 アコギで晦日・アコギで大晦日!』からのライブ音源。
13. もっとそばにきて
1999年12月24日にパシフィコ横浜で行われた『福山☆冬の大感謝祭 其の二 スコールしちゃってもうヘブン♥ 〜フクヤマグナム六連発!!』からのライブ音源。
当時ライブで定番曲として演奏していた。歌詞の一部分をライブが行われたクリスマス・イヴに合わせて変更し、オーディエンスと掛け合いしている。
14. Squall
『福山☆冬の大感謝祭 其の二 スコールしちゃってもうヘブン♥ 〜フクヤマグナム六連発!』からのライブ音源。
福山は「オリジナル楽曲より熟成感がある」としている[2]。

### BONUS DISC（Enhanced CD）
1. 明日へのマーチ
2001年5月9日・10日に東京ドームで行われた『Fukuyama MASAHARU 玉子的大決起集会 “まだまだイクやろ!!!”東京ドーム』からのライブ音源。
2000年にデビュー10周年を迎えた福山が、新たなスタートを切るために行った初のドーム公演。初めてのライブが渋谷 eggmanであったため、次のスタートはビッグエッグ（東京ドームの愛称）からという発想で企画された[3]。ライブからおよそ1ヵ月半での音源化。
2. 桜坂 (Audio & Visual)
2000年5月14日に大阪城ホールで行われた『10th Anniversary WE'RE BROS. TOUR MAGNUM COLLECTION 2000』からのライブ音源。
エクストラ・トラックとして収録されている[4]。

## ミュージシャン
| Album「SING A SONG」CONVENTION - Vocal,Guitar,Harp:MASAHARU FUKUYAMA - Guitar,Chorus:CHUEI YOSHIKAWA - Percussion,Drums,Chorus:MATARO MISAWA WE'RE BROS. TOUR '98 "LIKE A HURRICANE" - Vocal,Guitar:MASAHARU FUKUYAMA - Guitar:GRORGE KAMATA - Bass:CHIHARU MIKUZUKI - Keyboards:MOTOHIRO TOMITA - Percussion:MATARO MISAWA - Sax,Chorus:KIMIHIKO SATO - Chorus:CAO - Chirus:KYOKO ASO - Synthesizer,Programming:NOBUO MORIYASU 5%還元イベント 福山☆冬の大感謝祭 "アコギで晦日・アコギで大晦日!" - Vocal,Guitar:MASAHARU FUKUYAMA - Guitar:CHUEI YOSHIKAWA - Keyboards:MOTOHIRO TOMITA - Percussion,Drums,Chorus:MATARO MISAWA - Strings:KINBARA STRINGS 福山☆冬の大感謝祭 其の二 スコールしちゃってもうヘブン♥ 〜フクヤマグナム六連発!! - Vocal,Guitar:MASAHARU FUKUYAMA - Guitar:GRORGE KAMATA - Guitar:NAOKI HAYASHIBE - Keyboards:MOTOHIRO TOMITA - Percussion:MATARO MISAWA - Chorus:KIMIHIKO SATO | 10th Anniversary WE'RE BROS. TOUR MAGNUM COLLECTION 2000 - Vocal,Guitar:MASAHARU FUKUYAMA - Guitar:HIROKAZU OGURA - Guitar:GRORGE KAMATA - Bass:RAY OHARA - Drums:KIYOSHI KAMATA - Keyboards:MOTOHIRO TOMITA - Percussion:MATARO MISAWA - Synthesizer,Programming:NOBUO MORIYASU - Chorus:YUIKO TSUBOKURA - Chorus:MISA NAKAYAMA Fukuyama MASAHARU 玉子的大決起集会 “まだまだイクやろ!!!”東京ドーム - Vocal,Guitar:MASAHARU FUKUYAMA - Guitar:HIROKAZU OGURA - Guitar:GRORGE KAMATA - Guitar:NOBUO MORIYASU - Bass:CHIHARU MIKUZUKI - Drums:MASAFUMI MINATO - Keyboards:MOTOHIRO TOMITA - Percussion:MATARO MISAWA - Chorus:KIMIHIKO SATO - Chorus:YUIKO TSUBOKURA - Chorus:MISA NAKAYAMA - Chorus:TAMAGO-TEKI ALL STARS(Stand,Balcony and Arena) |